# Светско првенство у слободним скоковима у воду 2015.
Светско првенство у слободним скоковима у воду 2015. одржано је од 3. до 5. августа 2015. године као део програма Светског првенства у воденим спортовима чији домаћин је био руски град Казањ.
Платформа за слободне скокове постављена је на левој обали реке Казањке (притока Волге), у подножју Казањског кремља.

## Дисциплине и сатница
Такмичење у слободним скоковима одржавало се у две конкуренције, мушкој и женској уз укупно учешће 28 такмичара (18 у мушкој и 10 у женској конкуренцији) из 16 земаља. Такмичење у мушкој конкуренцији одвијало се у два дана у укупно 5 серија скокова, док су девојке скакале укупно три серије. Мушкарци скачу са висине од 27 метара, док жене скачу са 20 метара.
Сатница је по локалном времену UTC+3.
| Датум     | Сатница | Дисциплина                             |
| --------- | ------- | -------------------------------------- |
| 3. август | 14:00   | Мушкарци, прве три серије скокова      |
| 4. август | 14:00   | Жене, три серије и доделе медаља       |
| 5. август | 14:00   | Мушкарци, серије 4 и 5 и доделе медаља |

## Освајачи медаља
| Категорија |                     | Резултат |                        | Резултат |                        | Резултат |
|            |                     |          |                        |          |                        |          |
| мушкарци   | Гери Хант (GBR)     | 629,30   | Џонатан Паредес (MEX)  | 596,45   | Артјом Сиљченко (RUS)  | 593,95   |
|            |                     |          |                        |          |                        |          |
| жене       | Рашел Симпсон (USA) | 258,70   | Сесилија Карлтон (USA) | 237,35   | Јана Несцијарова (BLR) | 233,10   |

## Биланс медаља
| Ранг   | Држава     | Злато | Сребро | Бронза | Укупно |
| ------ | ---------- | ----- | ------ | ------ | ------ |
| 1.     | САД        | 1     | 1      | 0      | 2      |
| 2.     | УК         | 1     | 0      | 0      | 1      |
| 3.     | Мексико    | 0     | 1      | 0      | 1      |
| 4.     | Белорусија | 0     | 0      | 1      | 1      |
| 4.     | Русија     | 0     | 0      | 1      | 1      |
| Укупно | Укупно     | 2     | 2      | 2      | 6      |